# Wilhelm von Tschirschnitz
Ernst Heinrich Wilhelm Tschirschnitz, seit 1856 von Tschirschnitz (* 16. Mai 1796 in Fraustadt; † 22. Juni 1873 in Dresden) war ein hannoverscher General der Infanterie.

## Leben
Tschirschnitz war Sohn eines Pastors. Eigentlich wollte er beruflich seinem Vater folgen, wurde aber durch die Befreiungskriege zum Soldaten. Er trat an der Niederelbe in die Dienste Wilhelm von Dörnbergs und war im April 1813 Kadett im Leichten Bataillon Bremen und Verden, wo er am 13. August 1813 bereits zum Premierleutnant avancierte. Er kämpfte unter Ludwig von Wallmoden-Gimborn in der Schlacht an der Göhrde und in Holstein. Im Gefecht von Groß Boden am 4. Dezember 1813 wurde er durch einen Armschuss verwundet. Nach seiner Teilnahme an der Schlacht von Waterloo und der anschließenden Neuorganisation der Hannoverschen Armee wurde er Offizier im 7. Infanterie-Regiment, wo er am 26. September 1826 seine Beförderung zum Kapitän erhielt.
Tschirschnitz schlug die Adjutantenlaufbahn ein und wurde 1831 zum Brigade- und 1833 zum Divisionsadjutanten ernannt. Am 1. Mai 1838 wurde er in die Generaladjutantur des Königreichs versetzt und stieg nach dem Wechsel von Generalmajor Carl Jacobi auf das Amt des Kriegsministers 1850 zum Chef dieser Behörde auf. 1853 wurde er unter Beförderung zum Oberst zum wirklichen Generaladjutanten ernannt. Damit war er der eigentliche Herr der Hannoverschen Armee geworden, da dem Kriegsminister über die Kriegskanzlei nur ein Mitspracherecht in Verwaltungsangelegenheiten der Armee zustand. Von König Georg V., dessen uneingeschränktes Vertrauen er besaß, wurde er am 15. Mai 1856 in den erblichen hannoverschen Adelsstand erhoben. Er war Mitglied des Hannoverschen Staatsrats. Am 17. Juni 1866 wurde Wilhelm von Tschirschnitz durch Georg V. bei der Sammlung der Truppen in Göttingen kurz vor der Schlacht bei Langensalza mit weiteren älteren hannoverschen Generälen ehrenvoll unter Beförderung zum General der Infanterie in den Ruhestand versetzt. Sein Nachfolger wurde Friedrich Dammers. Tschirschnitz verlebte seinen Ruhestand in Dresden.

## Nachlass
Im Zusammenhang mit der Welfenlegion listet die Zentrale Datenbank Nachlässe des Bundesarchivs die Nachlässe von Wilhelm und insbesondere seinem Sohn Adolf von Tschirschnitz im Hauptstaatsarchiv Hannover.

## Kritik an Amtsführung und Eignung
Als Chef der Hannoverschen Armee Tschirschnitz von Zeitgenossen vielfach hinterfragt. Zugestanden wurde ihm, ein fleißiger Büroarbeiter zu sein. Hingegen wurde seine militärische Kompetenz vielfach bezweifelt. Weiter wurde ihm vorgehalten, keine eigene Position zu beziehen; letzteres wohl besonders gegenüber seinem blinden König Georg V., der sich selbst als Oberbefehlshaber für einen kompetenten Militärführer hielt.
Die Kritik an von Tschirschnitz geriet in der Person des exzentrisch auftretenden hannoverschen Rittmeisters a. D. und Waterloo-Veteranen der King’s German Legion Staats Nanne (* um 1790; † zwischen 1864 und 1866) zum Skandal. Dieser griff von Tschirschnitz in zwei 1864 in Berlin erschienenen Veröffentlichungen schärfstens an: Oeffentliche Begründung der Klage bei dem Hannoverschen General-Kriegsgericht gegen den Generallieutenant und Generaladjutanten v. Tschirschnitz und Briefe aus den Welfischen Landen im 19. Jahrhundert. Ein Ruf an die öffentliche Meinung für Sittlichkeit und Gemeinwohl. Nanne wurde wegen dieser Vorwürfe 1864 auf ein Auslieferungsersuchen des Kgl. Hannoverschen Generalpolizeidirektors Louis von Engelbrechten in Berlin in Haft genommen, an Hannover ausgeliefert und nahm sich („angeblich“) in der Haft kurz vor der ersten Sitzung des Kriegsgerichts das Leben. Die zeitgenössische Presse berichtete, der preußische König Wilhelm I. habe versucht, seine Auslieferung an Hannover mittels einer Depesche aus Bad Gastein zu verhindern; die Depesche sei allerdings um einige Stunden zu spät gewesen.
Eine gewisse Berechtigung der Kritik an von Tschirschnitz lässt sich angesichts des Zustands und der Einsatzbereitschaft der Hannoverschen Armee bei der Bundesexekution gegen die Herzogtümer Holstein und Lauenburg von 1863 und 1866 beim Krieg gegen Preußen nicht leugnen.

## Familie
Tschirschnitz hatte sich am 12. November 1828 in Stade mit Auguste Bock von Wülfingen (1800–1861) verheiratet. Aus der Ehe gingen vier Söhne hervor:
- August (1829–1916), Wirklicher Geheimer Kriegsrat und Abteilungschef im Kriegsministerium[6] ⚭ Minna Werner (* 1838)
- Julius (1834–1921), sächsischer Generalleutnant ⚭ Mary Ahrbeck (1840–1890)
- Adolf (1837–1912), preußischer Landrat

⚭ Ida von Issendorff (1848–1879)
⚭ Josefine Gräfin von Baudissin (1845–1932)
- Theodor (* 1842), Sekondeleutnant a. D.

## Auszeichnungen
- Großkreuz des Guelphen-Ordens (1861)[7]
- Waterloo-Medaille (Hannover)
- Kriegsdenkmünze 1813 (Hannover)
- Ernst-August-Kreuz (1863)
- Großkreuz des Herzoglich Sachsen-Ernestinischen Hausordens
- Großkreuz des Ordens Heinrichs des Löwen
- Oldenburgischer Haus- und Verdienstorden des Herzogs Peter Friedrich Ludwig,  Großkomtur (23. Oktober 1856)
- Roter Adlerorden II. Klasse mit Stern in Brillanten (1858)
- Ritter des Dannebrogordens
- Hanseatische Ehrenmedaille

## Schriften
- Anonym: Einige Worte über die exorbitanten Forderungen, welche von Seiten der königlich hannoverschen Regierung bezüglich des Militairs in den Vorlagen an die jetzt tagende allgemeine Ständeversammlung gerichtet worden sind, Hannover 1856